# 阿普瓦尼
阿普瓦尼（法語：Appoigny，法語發音：[apwaɲi]）是法国勃艮第-弗朗什-孔泰大区约讷省的一个市镇，位于该省中部，省会欧塞尔市区西北，属于欧塞尔区。

## 地理
阿普瓦尼（47°52'38"N, 3°31'41"E）面积22.09 平方千米，位于法国勃艮第-弗朗什-孔泰大區约讷省，该省份为法国中北部内陆省份，西接卢瓦雷省，西北接塞纳-马恩省，南至涅夫勒省，东临科多尔省，东北与奥布省接壤。
与阿普瓦尼接壤的市镇（或旧市镇、城区）包括：希什里、佩里尼、布朗什、居尔日、莫内托。

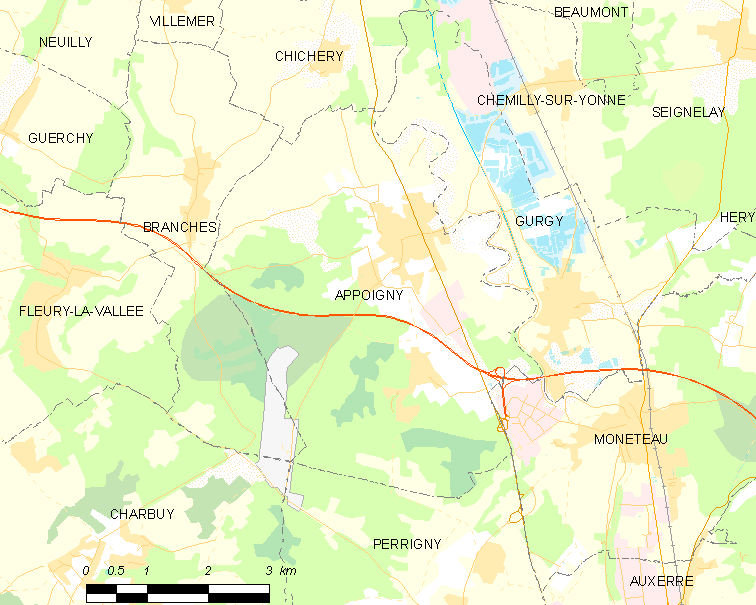
阿普瓦尼的OSM定位图

阿普瓦尼的时区为UTC+01:00、UTC+02:00（夏令时）。

## 行政
阿普瓦尼的邮政编码为89380，INSEE市镇编码为89013。

## 政治
阿普瓦尼所属的省级选区为欧塞尔第二县。

## 人口

1962-2008年间阿普瓦尼人口变化图示

阿普瓦尼于2022年1月1日时的人口数量为3133人。